# Балаев, Марат Сергеевич
Мара́т Серге́евич Бала́ев (род. 1 января 1976 года, Карамет-Нияз, Керкинский район, Чарджоуская область, Туркменская ССР, СССР) — российский боец смешанных единоборств осетинского происхождения, мастер спорта по вольной борьбе. Чемпион лиги Absolute Championship Berkut (АСВ) в полулёгкой весовой категории с декабря 2016 года по май 2018 года.

## Биография
Родился в посёлке Карамет-Нияз Туркменской ССР (ныне независимый Туркменистан).
Родители Марата переехали из Северной Осетии жить в Туркменистан и до 17 лет он жил там. Окончил училище олимпийского резерва в Ашхабаде, после чего продолжил тренировки в Узбекистане, в городе Ташкенте. Мечтал выиграть олимпиаду по вольной борьбе и в 1994 году переехал во Владикавказ, чтобы продолжить тренировки по этому виду спорта. Усиленно тренировался у Заслуженного тренера России по вольной борьбе Савелия Моисеевича Бязрова, преследуя свою цель — стать олимпийским чемпионом по вольной борьбе. После распада СССР и отсутствия возможности дальнейшего развития в спорте прекращает тренировки. В 2003 году был приговорён судом к 10-летнему сроку лишения свободы за грабёж квартир.
В 2013 году, в возрасте 37 лет, после вынужденного десятилетнего перерыва в занятиях спортом, начинает заниматься ММА. Изначально никто не воспринимает всерьёз его желание выступать профессионально, но постепенно используя свой базовый стиль — вольную борьбу, упорство и трудолюбие, достигает больших успехов в этом виде спорта. Именно в этот период Марат приходит к тренеру команды "Борцовский Клуб" Сергею Никитину и под его руководством в течение трёх лет становится обладателем пояса ACB и в дальнейшем защищает пояс чемпиона.
Бывший чемпион ACB в полулёгком весе и в настоящий момент боец АСА.
Прозвище «Motivator» — «Мотиватор» получил, на своём примере доказав, что человек в любом возрасте способен сделать невозможное и после сложного периода своей жизни, переломить ход событий в другую сторону. Всегда идёт только к победе, понимая, что уже не представится возможности начать всё сначала. «Главное в голове не сдаваться» — Марат Балаев.
Одновременно с карьерой бойца, ведёт активную тренерскую работу, на базе своего клуба «Fight Club Motivator» в Санкт-Петербурге, передавая свои знания начинающим спортсменам. Возглавляет профессиональную команду «MOTIVATOR TEAM». Постоянно участвует в различных мастер-классах и спортивных сборах.

## Дебют в ACB и чемпионский пояс
В 2015 году боец находится постоянно на пике формы, в ожидании боя, и готов выйти на замену в случае если кто-то из бойцов не сможет провести на бой. Так и получилось с первым боем в Лиге АСВ: тяжёлая жизненная ситуация и сопутствующие трудности только укрепляли уверенность в правильном направлении.
После первой победы в Лиге Марату предлагают за неделю до боя схватку с одним из лидеров полулёгкой категории Мухамедом Коковым. Несмотря на серьёзность соперника, он принимает бой, понимая, что в случае победы будет возможность подписания контракта с одной из крупнейших организаций в мире.
После трёх проведённых поединков в АСВ Балаеву представился шанс побороться за титул в полулёгком весе, который стал вакантным после подписания Забитом Магомедшариповым контракта с UFC. Именно после победы Марата Балаева над Юсуфом Раисовым «Мотиватор» стал широко известен.
В 2017 году был снят документальный фильм «Марат Балаев».
20 мая 2017 года на турнире ACB 61 Марат Балаев успешно провёл первую защиту титула в поединке против Адлана Батаева. Однако вторая защита, состоявшаяся 5 мая 2018 года на ACB 86 в повторном бою против Раисова, прошла неудачно. Уже в первом раунде Балаев был пойман на удушающий и попросил об остановке поединка. После этого он ещё дважды дрался за титул: против Салмана Жамалдаева и Фелипе Фроеса, оба раза уступив противникам.

## Достижения
- Чемпион ACB в полулёгком весе (2016 год)
- Чемпион ACB в полулёгком весе (2017 год)
- Чемпион СНГ по вольной борьбе среди юниоров
- Мастер спорта по вольной борьбе

## Статистика в профессиональном ММА
|-
| Результат | Рекорд | Соперник          | Способ                           | Турнир                                  | Дата            | Раунд | Время | Место                   | Примечание                                    |
| --------- | ------ | ----------------- | -------------------------------- | --------------------------------------- | --------------- | ----- | ----- | ----------------------- | --------------------------------------------- |
| Поражение | 12-5   | Энрике Барзола    | Сдача (удушение сзади)           | ACA 190 Gasanov vs. Aryshev             | 15 августа 2025 | 3     | 1:25  | Москва, Россия          |                                               |
| Поражение | 12-4   | Хакран Диас       | Единогласное решение             | ACA 186 Kornilov vs. Bogatyrev 2        | 10 мая 2025     | 3     | 5:00  | Санкт-Петербург, Россия |                                               |
| Победа    | 12-3   | Жоао Луис Ногеира | Раздельное решение               | ACA 126 - Magomedov vs. Egemberdiev     | 15 июля 2021    | 3     | 5:00  | Сочи, Россия            |                                               |
| Поражение | 11-3   | Фелипе Фроес      | ТКО (удары руками и коленом)     | ACA 116                                 | 18 декабря 2020 | 3     | 1:10  | Санкт-Петербург, Россия | Бой за титул чемпиона ACB в полулёгком весе   |
| Победа    | 11-2   | Диего Брандао     | Раздельное решение               | ACA 103 — Yagshimuradov vs. Butorin     | 14 декабря 2019 | 3     | 5:00  | Санкт-Петербург, Россия |                                               |
| Поражение | 10-2   | Салман Жамалдаев  | Единогласное решение             | ACA 93 — St. Petersburg                 | 16 марта 2019   | 5     | 5:00  | Санкт-Петербург, Россия | Бой за титул чемпиона ACB в полулёгком весе   |
| Победа    | 10-1   | Мурад Мачаев      | TKO (удары)                      | ACB 89 — Abdul-Aziz vs. Bagov           | 8 сентября 2018 | 1     | 3:43  | Краснодар, Россия       |                                               |
| Поражение | 9-1    | Юсуф Раисов       | Удушающий приём (удушение сзади) | ACB 86 — Balaev vs. Raisov 2            | 5 мая 2018      | 1     | 2:49  | Москва, Россия          | Утратил титул чемпиона ACB в полулёгком весе  |
| Победа    | 9-0    | Адлан Батаев      | Раздельное решение               | ACB 61 — Balaev vs. Bataev              | 20 мая 2017     | 5     | 5:00  | Санкт-Петербург, Россия | Защитил титул чемпиона ACB в полулёгком весе  |
| Победа    | 8-0    | Юсуф Раисов       | Единогласное решение             | ACB 50 — Stormbringer                   | 18 декабря 2016 | 5     | 5:00  | Санкт-Петербург, Россия | Завоевал титул чемпиона ACB в полулёгком весе |
| Победа    | 7-0    | Сулейман Бухата   | Удушающий приём (удушение сзади) | ACB 41 — Path to Triumph                | 15 июля 2016    | 1     | 1:30  | Сочи, Россия            |                                               |
| Победа    | 6-0    | Сергей Петров     | Единогласное решение             | FightPro — Night of Super Fights        | 1 апреля 2016   | 2     | 5:00  | Санкт-Петербург, Россия |                                               |
| Победа    | 5-0    | Мухамед Коков     | Единогласное решение             | ACB 31 — Magomedsharipov vs. Arapkhanov | 9 марта 2016    | 3     | 5:00  | Грозный, Россия         |                                               |
| Победа    | 4-0    | Артем Рязанов     | Единогласное решение             | FightPro — Nevskaya Battle              | 23 февраля 2016 | 2     | 5:00  | Санкт-Петербург, Россия |                                               |
| Победа    | 3-0    | Азиз Мезджидов    | Единогласное решение             | ACB 23 YOUNG EAGLES 2                   | 10 октября 2015 | 3     | 5:00  | Грозный, Россия         |                                               |
| Победа    | 2-0    | Исаак Барроу      | Единогласное решение             | M-1 Challenge 50 — Battle of Neva       | 15 августа 2014 | 2     | 5:00  | Санкт-Петербург, Россия |                                               |
| Победа    | 1-0    | Рахматило Хасымов | Единогласное решение             | FIGHTPRO OPEN TOURNAMENT MMA AND BOXING | 15 декабря 2013 | 2     | 5:00  | Санкт-Петербург, Россия |                                               |